# Municipio de Bloomington (condado de Muscatine)
El municipio de Bloomington (en inglés: Bloomington Township) es un municipio ubicado en el condado de Muscatine en el estado estadounidense de Iowa. En el año 2010 tenía una población de 24165 habitantes y una densidad poblacional de 295,35 personas por km².

## Geografía
El municipio de Bloomington se encuentra ubicado en las coordenadas 41°27′25″N 91°4′0″O / 41.45694, -91.06667. Según la Oficina del Censo de los Estados Unidos, el municipio tiene una superficie total de 81.82 km², de la cual 79.29 km² corresponden a tierra firme y (3.09%) 2.53 km² es agua.

## Demografía
Según el censo de 2010, había 24165 personas residiendo en el municipio de Bloomington. La densidad de población era de 295,35 hab./km². De los 24165 habitantes, el municipio de Bloomington estaba compuesto por el 88.37% blancos, el 2.21% eran afroamericanos, el 0.46% eran amerindios, el 0.82% eran asiáticos, el 0.01% eran isleños del Pacífico, el 5.99% eran de otras razas y el 2.14% pertenecían a dos o más razas. Del total de la población el 15.58% eran hispanos o latinos de cualquier raza.